# گوتیره-مونیس
گوتیره-مونیس دهستانی در استان آبیلای اسپانیا است.
در این دهستان ۱۲۷ نفر زندگی می‌کنند. مساحت این دهستان ۲۲٫۲۸ کیلومتر مربع است.